# Rootok
Rootok (també anomenada Aektok, Aiaktak, Ouektock, Aiaiepta, Veniaminof, o Goloi (alt: Goly; rus: родила – 'despullat') és una petita illa deshabitada de les illes Krenitzin, un subgrup de les illes Fox de les illes Aleutianes orientals, a l'estat d'Alaska. Fa 6,3 km de llargada per 6,2 d'amplada.
Sovint l'illa és escrita Rooktok, mot que sembla haver sorgit d'Aektok. Al costat nord-oest de l'illa s'han observat desviacions de la brúixola de fins a 3 graus respecte a la normal. El 4 de gener de 1901 es va reservar un espai a l'illa per a la construcció d'un far, però aquest mai arribà a ser construït.